# 19-й стрелковый полк
19-й стрелковый полк — вооружённое формирование русской императорской армии, образованное 13 августа 1864 года. Полковой праздник отмечался 7 января.

## История
1-й резервный стрелковый батальон был сформирован 13 августа 1864 года. 8 сентября 1870 года переименован в 19-й стрелковый батальон. 31 декабря 1888 года после проведения реформирования в полк, состоявший из двух батальонов, получил название 19-го стрелкового полка. 14 января 1891 года полку пожаловано простое знамя, не содержащее надписи (единственное знамя полка за всё время его существования). Участвовал в русско-японской войне. С августа 1914 года участвовал в боях в Восточной Пруссии и при отходе из нее. В январе 1915 года переброшен со всей 5-й стрелковой бригадой под Варшаву. Летом и осенью 1915 года отступал с боями из Польши через Литву к городу Двинск. В 1916–1917 годах полк принимал участие в обороне Червищенского плацдарма. В 1918 году полк расформирован.

## Знаки отличия полка по состоянию на 1910 год
- простое знамя без надписи, пожалованное 14 января 1891 года[1].

## Командиры полка
- 1890 — полковник флигель-адъютант Попов, Владимир Александрович[2]
- 27.02.1890 — 14.09.1892 — полковник Мельницкий, Михаил Дмитриевич
- 01.07.1903 — ? — полковник Криницкий Николай Иванович[1]
- 12.09.1905 — 24.11.1907 — полковник Юркевич, Михаил Николаевич
- 24.11.1907 — 28.03.1913 — полковник Корольков, Георгий Карпович
- 26.04.1913 — 22.10.1915 — полковник Иванов, Владимир Степанович
- 22.10.1915 — ? — полковник Ардазиани, Давид Лаврентьевич

## Известные люди, служившие в полку
- Ананио, Михаил Фёдорович